# Eustacio de Epifanía
Eustacio de Epifanía (murió después de 518) fue un historiador bizantino del siglo VI. Nació en Epifanía (hoy Hama, en Siria), probablemente fue cristiano y escribió en la época del emperador Anastasio I de Bizancio, su obra (Epítome cronológico) relata en dos partes de la caída de Troya hasta el año 12 de Anastasio (502 a 503). La crónica fue utilizada por historiadores posteriores, pero solo unos pocos fragmentos permanecen conservados en los textos de Evagrio Escolástico, en la Suda y los escritos de Juan Malalas. Según Evagrio, el trabajo de Eustacio fue un epítome de escritores paganos y eclesiásticos. También se sabe que recopiló un epítome de Flavio Josefo (Historikon de la arqueología de Judea por Josefo). Probablemente es lo mismo que un texto breve del siglo XIII/XIV conservado en París. Comienza con Adán y Eva y llega hasta los reinados de Vespasiano y Tito